# Phiên thiết Hán-Việt
Phiên thiết Hán-Việt là dùng cách phiên thiết (反切), tức là dùng âm của hai chữ khác (được coi là đã biết cách đọc) ghép lại để chú âm cho cách đọc âm Hán của một chữ Hán.
Phiên thiết là một phương pháp ghi chú cách đọc của người Trung Quốc, dùng trong các tự điển chữ Hán, trước khi có phương pháp dùng chữ cái La Tinh để ghi chú cách đọc (gọi là bính âm 拼音). Nghĩa là dùng âm của những chữ Hán thông dụng, mà chỉ dẫn cách đọc của một chữ Hán ít thông dụng hơn hay là chữ mới. Người Việt Nam áp dụng phép phiên thiết ấy cho các âm Hán-Việt tương ứng, gọi là phiên thiết Hán-Việt.
Ví dụ: bạn không biết cách đọc chữ 同, tra từ điển sẽ có phiên thiết 德紅切 (âm Hán-Việt là đức hồng thiết). Như vậy chữ 同 sẽ đọc là ĐỒNG, vì đồng = đức + h' ồng, theo quy tắc lấy phụ âm đầu (thanh mẫu 聲母) của chữ thứ nhất ghép với vần (vận mẫu 韻母) chữ thứ hai, riêng thanh điệu thì xem quy tắc ở phần dưới.
Như vậy có thể có rất nhiều cách phiên thiết cho một chữ Hán.

## Sơ lược nguồn gốc
Chữ Hán là một thứ chữ do người Trung Quốc sáng tạo, rồi dần dần trở thành một thứ văn tự chung cho một số dân tộc ở vùng Đông Á và Đông Nam Á như Triều Tiên, Nhật Bản, Việt Nam... Qua nhiều thế kỉ, chữ Hán đã được xem như là một thứ văn tự chính thống, đem dùng vào việc giảng dạy, thi cử, hành chính, sáng tác văn học. Tuỳ từng vùng từng xứ mà chữ Hán được phát âm khác nhau, ngay tại Trung Quốc có nhiều giọng đọc khác nhau, như tiếng Quảng Đông, Phúc Kiến, Triều Châu, Bắc Kinh... Các nước lân cận như Triều Tiên có cách đọc riêng của người Triều Tiên, gọi là Hán-Triều (漢朝), người Nhật có cách đọc riêng của người Nhật, gọi là Hán-Hoà (漢和), người Việt Nam có cách đọc của mình gọi là Hán-Việt (漢越).
Chữ Hán là một loại chữ biểu ý, không phải là loại chữ biểu âm nên không thể nhìn vào mặt chữ mà đọc được. Thế thì người Trung Quốc dùng cách nào để đọc được thứ chữ ấy? Từ thời nhà Đông Hán (東漢, 25-225) trở về trước, người Trung Quốc đã có lối chú âm bằng cách dùng chữ đồng âm, gọi là trực âm (直音). Trực âm là lối dùng chữ đồng âm để trực tiếp chú âm một chữ khác hay dùng những chữ có âm gần giống, gọi là độc nhược (讀若) độc như (讀如) hay độc vi (讀為). Nhưng lối trực âm không có chữ đồng âm thì không chú âm được, còn lối độc nhược, độc như, hay độc vi thì có khuyết điểm là chú âm không chính xác. Vì thế, thời Đông Hán đã có phép phiên thiết (反切).
Trước khi có phép phiên thiết, thời Xuân Thu (春秋, 722-479 trước CN) người ta biết kết hợp hai âm lại làm một như:
不可—叵 — phả;
何不—盍 — hạp;
而已—耳 — nhĩ
之於—諸 — chư
之歟—諸 — chư
Phương pháp phiên thiết là một bước tiến rất lớn so với lối chú âm như trực âm, độc nhược, độc như hay độc vi nêu trên.
Ở đây chỉ bàn đến cách đọc chữ Hán theo âm Hán-Việt, tức là lối đọc riêng của người Việt. Chủ yếu là dựa theo phép phiên thiết trong các văn tự và từ điển Trung Quốc như: Khang Hy tự điển (康熙字典), Trung Hoa đại tự điển (中華大字典), Từ Nguyên (辭源), Từ Hải (辭海), Trung văn đại từ điển (中文大辭典) v.v.

## Định nghĩa
Phương pháp phiên thiết được định nghĩa như sau trong những bộ từ điển, những tác phẩm ngữ học xưa và nay như sau:
- Sách Lễ bộ vận lược (禮部韻略) của Đinh Độ (丁度) đời nhà Tống (宋) giải thích hai chữ "phiên thiết" như sau:

音韻展轉相協謂之反，亦作翻；兩字相摩以成聲謂之切，其實一也
Âm và vận tuần tự hợp nhau gọi là Phiên 反 cũng viết là 翻. Hai chữ mài cọ nhau để thành âm đọc gọi là thiết 切. Thực ra chỉ là một mà thôi.
- Quyển Hình âm nghĩa tổng hợp đại tự điển (形音義綜合大字典) giải thích hai chữ "phiên thiết" như sau:

以兩字急讀而合成一字之音曰切，亦曰反切，又曰切韻
Lấy hai âm mài cọ với nhau thành một âm nên gọi là phiên thiết, cũng gọi là thiết vận.
- Sách Văn tự học toản yếu (文字學纂要) dẫn chú thích của Trịnh Huyền (鄭玄) đời nhà Hán về chữ "phiên" (反): 反，覆也 — Phiên là Lật lại; và dẫn chú thích của Cao Dụ (高裕) đời Hán về chữ "thiết" (切): 切，摩也 – Thiết là mài cọ. Sách này ghép hai chú thích của Trịnh Huyền và Cao Dụ để đi đến định nghĩa sau:

以二音反覆摩以成一音故名反切
Lấy hai âm mài cọ với nhau thành một âm, ấy gọi là phiên thiết.
- Từ Nguyên (辭源) định nghĩa "phiên thiết" như sau:

以二字之音相切而成一音也：上一字為雙聲，亦謂之母音，下一字為疊韻，亦謂之字音
Lấy hai âm của hai chữ mài cọ với nhau tạo thành một âm: chữ trên là song thanh chữ dưới là điệp vận.
- Từ Hải (辭海) định nghĩa "phiên thiết" như sau:

以二字之音切成一字之音之方法也
Phương pháp lấy âm của hai chữ mài cọ thành âm của một chữ.
- Từ Vị (辭彙) của Lục Sư Thành (陸師成) định nghĩa "phiên thiết" như sau:

用兩個字標注字音：以上字之聲和下字之韻切成一音
Dùng hai chữ nếu chú âm một chữ. Lấy thanh (phụ âm đầu) và vận (vần) của chữ dưới mài cọ thành một âm.
- Hán Việt từ điển (漢越詞典) của Đào Duy Anh định nghĩa "phiên thiết" như sau:

Đem hai tiếng nói lái lại với nhau thành một tiếng khác. Ví dụ: Ha với Cam thành Ham.
- Sách Nguồn gốc và quá trình hình thành cách đọc Hán Việt của Nguyễn Tài Cẩn (Nhà xuất bản Khoa Học Xã hội, Hà Nội, 1979), trang 109 viết:

Phiên thiết – nếu nói một cách nôm na – thì có thể định nghĩa là cách dùng hai chữ nói lái lại, để tìm ra cách đọc của chữ thứ ba. Ta hãy trở lại ví dụ: đông = đô tông thiết. Rõ ràng là dùng hai chữ Đô và chữ Tông nói lái lại, thì sẽ tìm ra được cách đọc của Đông. Bởi vì Đông bao gồm phụ âm Đ của chữ Đô cộng với vần Ông của chữ Tông: Đông = Đ(ô) + (T)ông.
- Sách Nghiên cứu về chữ Nôm của Lê Văn Quán (Nhà xuất bản Khoa Học Xã hội, Hà Nội, 1981), phần cuối chú trang 25 viết:

Phiên thiết là dùng hai chữ Hán ghép lại để ghi âm đọc của một chữ. Ví dụ: 同 = 德紅切 – Đức hồng thiết = Đồng. Chữ trên đại biểu cho thanh mẫu, chữ dưới đại biểu cho vần (vận mẫu) và thanh điệu.
Nói tóm lược: Phiên thiết là dùng âm của hai chữ đã biết cách đọc để chú âm cho một chữ thứ ba, nghĩa là lấy phụ âm đầu của chữ thứ nhất với vần của chữ thứ hai đọc nối liền lại theo một quy tắc nhất định để đọc chữ thứ ba.
Ví dụ: 搖 = 余招切: Du + Chiêu thiết = Diêu.
Thuyết minh: Du có phụ âm đầu là D + iêu là vần của chữ thứ hai = diêu. Quy tắc này gọi là Song thanh, Điệp vận.

## Phiên thiết có âm khởi đầu là phụ âm

### Song thanh & Điệp vận
Song thanh (雙聲) là phụ âm đầu (thanh mẫu 聲母) của chữ tìm ra giống với phụ âm đầu của chữ thứ nhất. Ví dụ: 東 = 德紅切: Đức + Hồng thiết = Đồng. Chữ thứ nhất có phụ âm đầu là Đ chữ tìm ra là Đông cũng có phụ âm đầu là Đ nên gọi là Song thanh.
Điệp vận (疊韻) là vần (vận mẫu 韻母) của chữ tìm ra giống với vần của chữ thứ hai. Ví dụ: 川 = 昌緣切: Xương + Duyên thiết = Xuyên. Duyên, chữ thứ hai có vần là Uyên, chữ tìm ra là Xuyên cũng có vần là Uyên nên gọi là Điệp vận.
Về thanh điệu cũng có các quy tắc nhất định, được gọi là cùng bậc, đồng loại.

### Cùng bậc & Đồng loại
Cùng bậc là bậc thanh của chữ tìm ra giống bậc thanh của chữ thứ nhất. Ví dụ: 抓 = 側絞切: Trắc + Giảo thiết = Trảo. Chữ tìm ra là Trảo có dấu hỏi thuộc bậc phù giống với chữ thứ nhất là Trắc có dấu sắc cũng thuộc bậc phù nên gọi là cùng bậc.
Đồng loại là loại thanh tìm ra giống với loại thanh của chữ thứ hai. Ví dụ: 偅 = 主勇切: Chủ + Dũng thiết = Chủng. Chữ tìm ra là Chủng có dấu hỏi thuộc loại thanh thượng giống với chữ thứ hai là Dũng có dấu ngã cũng thuộc loại thanh thượng nên gọi là đồng loại.

### Công thức bỏ dấu tìm ra
|             |           | Chữ thứ nhất | Chữ thứ nhất | Chữ thứ nhất | Chữ thứ nhất | Chữ thứ nhất | Chữ thứ nhất |
| Ngang       | Sắc (´)   | Hỏi (᾿)      | Huyền (`)    | Ngã (~)      | Nặng (·)     |              |              |
| ----------- | --------- | ------------ | ------------ | ------------ | ------------ | ------------ | ------------ |
| Chữ thứ hai | Ngang     | Ngang        | Ngang        | Ngang        | Huyền        | Huyền        | Huyền        |
| Chữ thứ hai | Sắc (´)   | Sắc          | Sắc          | Sắc          | Nặng         | Nặng         | Nặng         |
| Chữ thứ hai | Hỏi (᾿)   | Hỏi          | Hỏi          | Hỏi          | Ngã          | Ngã          | Ngã          |
| Chữ thứ hai | Huyền (`) | Ngang        | Ngang        | Ngang        | Huyền        | Huyền        | Huyền        |
| Chữ thứ hai | Ngã (~)   | Hỏi          | Hỏi          | Hỏi          | Ngã          | Ngã          | Ngã          |
| Chữ thứ hai | Nặng (·)  | Sắc          | Sắc          | Sắc          | Nặng         | Nặng         | Nặng         |

### Phụ âm đầu, vần & thanh điệu
Trước khi áp dụng quy tắc trên để đọc được lối phiên thiết trong các tự và từ điển Trung Quốc, chúng ta cần phải biết qua âm (thanh mẫu), vần (vận mẫu) và thanh điệu của tiếng Hán-Việt.

#### Phụ âm đầu
Phụ âm đầu là bộ phận phụ khởi đầu của một âm tiết trừ đi phần vần và thanh diệu. Căn cứ vào vị trí cấu âm, phụ âm đầu được chia làm ba vị trí: loạt phụ âm môi, loạt phụ âm lưỡi và phụ âm tắc thanh hầu.
1. Loạt phụ âm môi: b, ph, v, m. Ví dụ: 巴 (ba), 非 (phi), 文 (văn), 木 (mộc).
2. Loạt phụ âm lưỡi:
  - Loạt phụ âm đầu lưỡi: t, th, tr, s, đ, n, l, d. Ví dụ: 三 (tam), 天 (thiên), 中 (trung), 生 (sinh), 年 (niên), 老 (lão), 也 (dã), 多 (đa).
  - Loạt phụ âm mặt lưỡi: ch, x, gi, nh. Ví dụ: 主 (chủ), 春 (xuân), 甲 (giáp), 牙 (nha).
  - Loạt phụ âm gốc lưỡi: k, (c, q), kh, ng, (ngh). Ví dụ: 旗 (kì), 姑 (cô), 軍 (quân), 可 (khả), 我 (ngã), 義 (nghĩa).
3. Phụ âm tắc thanh hầu: h. Ví dụ: 海 (hải).

#### Vần
Vần là bộ phận chủ yếu của âm tiết trừ đi thanh điệu, phụ âm đầu (nếu có). Căn cứ vào phương thức cấu tạo, chúng ta có thể chia vần ra làm các loạt như sau:
1. Loạt vần không có âm cuối: i, y, (uy), ia, ê (uê), ư, ưa, ơ, a (oa), u, ô, o. Ví dụ: 之 (chi), 美 (mĩ), 規 (quy), 地 (địa), 細 (tế), 稅 (thuế), 四 (tứ), 乘 (thừa), 初 (sơ), 个 (cá), 化 (hoá), 瓜 (qua), 夫 (phu), 古 (cổ), 儒 (nho).
2. Loạt vần có âm cuối là bán nguyên âm: ai (oai), ơi, ôi, ây, ưu, ao, iêu (yêu). Ví dụ: 待 (đãi), 話 (thoại), 怪 (quái), 亥 (hợi), 杯 (bôi), 西 (tây), 狗 (cẩu), 久 (cửu), 高 (cao), 料 (liệu), 腰 (yêu).
Thuyết minh: i, y, o, u đứng sau các âm chính đều là bán nguyên âm cuối.
3. Loạt vần có phụ âm cuối m/p: am, ap, âm (im), ấp, iêm (yêm), iêp. Ví dụ: 甘 (cam), 法 (pháp), 心 (tâm), 今 (kim), 念 (niệm), 淹 (yêm), 涉 (thiệp).
Thuyết minh: m, p đứng sau các âm chính đều là phụ âm cuối.
4. Loạt vần có phụ âm cuối n/t: an (oan), at (oat), ân (ăn, uân), ăt, ât (uât), ôn, ôt, iên (yên, uyên), iêt (yêt, uyêt). Ví dụ: 安 (an), 短 (đoản), 官 (quan), 怛 (đát), 脫 (thoát), 括 (quát), 引 (dẫn), 根 (căn), 君 (quân), 瑟 (sắt), 乙 (ất), 戌 (tuất), 尊 (tôn), 沒 (một), 典 (điển), 煙 (yên), 川 (xuyên), 列 (liệt), 咽 (yết), 血 (huyết).
Thuyết minh: n, t đứng sau các âm chính đều là phụ âm cuối.
5. Loạt vần có phụ âm cuối ng/c: ang, (oang), ac, ăng (oăng), ăc (oăc), ung, uc, ưng, ưc, ương, ươc, ong, oc, ông (uông), ôc (uôc). Ví dụ: 邦 (bang), 皇 (hoàng), 光 (quang), 各 (các), 朋 (bằng), 弘 (hoằng), 色 (sắc), 或 (hoặc), 虢 (quắc), 恭 (cung), 目 (mục), 証 (chứng), 食 (thực), 央 (ương), 掠 (lược), 龍 (long), 捉 (tróc), 公 (công), 尪 (uông), 谷 (cốc), 屬 (thuộc), 國 (quốc).
Thuyết minh: ng/c đứng sau các âm chính đều là phụ âm cuối.
6. Loạt vần có phụ âm cuối nh/ch: inh (uynh), ich, anh (oanh), ach (oach). Ví dụ: 丁 (đinh), 兄 (huynh), 昔 (tích), 境 (cảnh), 橫 (hoành), 迫 (bách), 劃 (hoạch), 郭 (quách).
Thuyết minh: ng/c đứng sau các âm chính đều là phụ âm cuối.

#### Thanh điệu
Thanh điệu là sự nâng cao hoặc hạ thấp giọng nói trong một âm tiết. Trong tiếng Hán trước đây có bốn thanh: bình 平, thượng 上, khứ 去, nhập 入; mỗi thanh có hai bậc là phù 浮 và trầm 沈 (hoặc thanh 清/trộc 濁; thượng 上/hạ 下; ngày nay thường gọi là âm 陰/dương 陽). Như vậy, tổng cộng có 8 thanh bậc: phù bình (浮平), trầm bình (沈平), phù thượng (浮上), trầm thượng (沈上), phù khứ (浮去), trầm khứ (沈去), phù nhập (浮入), trầm nhập (沈入). Lưu ý là âm tiếng Hán hiện đại (tiếng Hán phổ thông, dựa trên phương ngữ Bắc Kinh) chỉ có 4 thanh bậc: phù bình (tên thông dụng hiện nay là âm bình), trầm bình (tên thông dụng hiện nay là dương bình), thượng thanh và khứ thanh (không chia bậc). Tiếng Việt có 6 thanh điệu (biểu thị bằng: không dấu, huyền, sắc, hỏi, ngã, nặng), nhưng âm Hán-Việt lại quy về bốn thanh điệu và hai bậc của tiếng Hán vì dựa vào phiên thiết của âm tiếng Hán.
|           |         |          |           | Loại thanh                                                                       | Loại thanh | Loại thanh | Loại thanh                   |
| --------- | ------- | -------- | --------- | -------------------------------------------------------------------------------- | ---------- | ---------- | ---------------------------- |
|           |         |          |           | Bình 平                                                                          | Thượng 上  | Khứ 去     | Nhập (có p, t, ch ở cuối) 入 |
| Bậc thanh | phù 浮  | thanh 清 | thượng 上 | ngang (không dấu) trừ các trường hợp dưới đây                                    | hỏi (?)    | sắc (/)    | sắc (/)                      |
| Bậc thanh | trầm 沈 | trọc 濁  | hạ 下     | huyền (\) ngang (những chữ khởi đầu bằng l, m, n, ng, nh, d, v) theo Lê Ngọc Trụ | ngã (~)    | nặng (.)   | nặng (.)                     |

1. Thanh bình: Có hai bậc, phù và trầm.
  - Thanh bình bậc phù (phù bình hay âm bình) là những tiếng không dấu, tức thanh ngang. Ví dụ: 阿 (a), 香 (hương).
  - Thanh bình bậc trầm (trầm bình hay dương bình) là những tiếng có dấu huyền. Ví dụ: 陀 (đà), 田 (điền), 神 (thần).

Điều cần chú ý là các chữ thanh ngang bắt đầu bằng l, m, n, ng, nh, d, v đều thuộc "trầm bình" ("hạ bình") trong cách áp dụng phiên thiết (Lê Ngọc Trụ) như minh 明, nhân 人, vân 云, nếu không sẽ sai về bậc thanh. Điều này rất ít tác giả nhấn mạnh.
2. Thanh thượng: Có hai bậc, phù và trầm.
  - Thanh thượng bậc phù (phù thượng) là những tiếng có dấu hỏi. Ví dụ: 把 (bả), 海 (hải), 斬 (trảm).
  - Thanh thượng bậc trầm (trầm thượng) là những tiếng có dấu ngã. Ví dụ: 母 (mẫu), 女 (nữ), 語 (ngữ).
3. Thanh khứ:
  - Thanh khứ bậc phù (phù khứ) là những tiếng có dấu sắc. Ví dụ: 鬥 (đấu), 放 (phóng), 進 (tiến).
  - Thanh khứ bậc trầm (trầm khứ) là những tiếng có dấu nặng. Ví dụ: 大 (đại), 在 (tại), 妄 (vọng).
4. Thanh nhập:
  - Thanh nhập bậc phù (phù nhập) là những tiếng có phụ âm cuối là p, t, ch, c và có dấu sắc. Ví dụ: 答 (đáp), 切 (thiết), 責 (trách), 捉 (tróc).
  - Thanh nhập bậc trầm (trầm nhập) là những tiếng có phụ âm cuối là p, t, ch, c và có dấu nặng. Ví dụ: 沓 (đạp), 滅 (diệt), 石 (thạch), 濯 (trạc).

| Bình 平   | Bình 平   | Thượng 上 | Thượng 上 | Khứ 去 | Khứ 去  | Nhập 入 | Nhập 入 |
| Phù 浮    | Trầm 沉   | Phù 浮    | Trầm 沉   | Phù 浮 | Trầm 沉 | Phù 浮  | Trầm 沉 |
| ba 巴     | bà 婆     | đảng 黨   | đãng 蕩   | bái 拜 | bại 敗  | thấp 濕 | thập 十 |
| đa 多     | đà 陀     | hải 海    | hãi 駭    | báo 報 | bạo 暴  | thất 七 | thật 實 |
| gia 加    | già 伽    | hổ 虎     | hỗ 互     | tứ 四  | tự 寺   | bách 百 | bạch 白 |
| thương 商 | thường 常 | tỉnh 省   | tĩnh 靖   | xá 舍  | xạ 射   | bác 博  | bạc 薄  |

## Phiên thiết có âm khởi đầu là nguyên âm
Chữ thứ nhất có âm khởi đầu là nguyên âm, chữ tìm ra cũng có âm khởi đầu là nguyên âm nhưng âm khởi đầu của chữ tìm ra không nhất thiết phải giống âm khởi đầu của chữ thứ nhất mà thường là âm khởi đầu của phần vần chữ thứ hai, rồi áp dụng công thức bỏ dấu trên thì sẽ tìm ra được âm đọc của chữ mà mình muốn tìm.

### Thanh bình
阿 = 於何切 — Ư hà thiết = A (KH, THĐTĐ)
阿 = 厄何切 — Ách hà thiết = A (TN, TH)
烏 = 哀都切 — Ai đô thiết = Ô (KH, TVĐTĐ)
烏 = 汪胡切 — Uông hồ thiết = Ô (THĐTĐ)
嫣 = 衣旜切 — Y chiên thiết = Yên (TN, TH)
嫣 = 於虔切 — Ư kiền thiết = Yên (TV, THĐTĐ)

### Thanh thượng
隱 = 倚謹切 — Ỷ cẩn thiết = Ẩn (TN, TH)
擁 = 於隴切 — Ư lũng thiết = Ủng (KH, THĐTĐ)
苑 = 於阮切 — Ư nguyễn thiết = Uyển (KH, TVĐTĐ)

### Thanh khứ
亞 = 衣駕切 — Y giá thiết = Á (TN, TH)
愛 = 烏代切 — Ô đại thiết = Ái (KH, THĐTĐ)
奧 = 阿誥切 — A cáo thiết = Áo (TN, TH)

### Thanh nhập
浥 = 乙入切 — Ất nhập thiết = Ấp (KH, THĐTĐ)
浥 = 衣吸切 — Y hấp thiết = Ấp (TN, TH)
遏 = 阿葛切 — A cát thiết = Át (TN, TH)
遏 = 烏割切 — Ô cát thiết = Át (KH)
遏 = 阿割切 — A cát thiết = Át (THĐTĐ)
益 = 伊昔切 — Y tích thiết = Ích (KH, THĐTĐ, TN, TH)
惡 = 遏鄂切 — Át ngạc thiết = Ác (KH, THĐTĐ, TN, TH)
惡 = 阿各切 — A các thiết = Ác (TN, TH)
Chú ý: Những chữ tìm ra có âm khởi đầu là nguyên âm chỉ có bậc phù chứ không có bậc trầm.

## Chuyển đổi con chữ khi phiên âm

### Chuyển đổi phụ âm đầu
- Chuyển c thành gi
伽 = 求迦切 — Cầu ca thiết = Già (KH, THĐTĐ)
伽 = 具牙切 — Cụ nha thiết = Già (KH, THĐTĐ)
價 = 古訝切 — Cổ nhạ thiết = Giá (KH)
價 = 居迓切 — Cư nhạ thiết = Giá (KH, THĐTĐ)
減 = 古斬切 — Cổ trảm thiết = Giảm (KH, THĐTĐ)
頰 = 古協切 — Cổ hiệp thiết = Giáp (KH)
頰 = 吉協切 — Cát hiệp thiết = Giáp (KH, THĐTĐ)
覺 = 古嶽切 — Cổ nhạc thiết = Giác (KH)
- Chuyển th thành x:
  1. Trong hai chữ phiên thiết, chữ thứ nhất có phụ âm đầu là th và có bậc thanh trầm, vần của chữ thứ hai có âm chính là a thì phụ âm đầu th phải đổi thành x.
蛇 = 食遮切 — Thực cha thiết = Xà (KH)
蛇 = 時耶切 — Thời da thiết = Xà (TN, TH)
蛇 = 時遮切 — Thời cha thiết = Xà (TH)
社 = 常野切 — Thường dã thiết = Xã (KH, THĐTĐ)
社 = 市野切 — Thị dã thiết = Xã (TN, TH)
射 = 神夜切 — Thần dạ thiết = Xạ (KH, THĐTĐ)
射 = 食夜切 — Thực dạ thiết = Xạ (TN, TH), (KH, THĐTĐ)
  2. Trong hai chữ phiên thiết, chữ thứ nhất có phụ âm đầu là th, vần của chữ thứ hai có âm chính là a và có loại thanh khứ, thì phụ âm đầu th phải đổi thành x.
舍 = 試夜切 — Thí dạ thiết = Xá (TH)
舍 = 始夜切 — Thủy dạ thiết = Xá (KH, THĐTĐ)

### Chuyển đổi âm chính
Bỏ âm đệm u và chuyển y thành i: Trong hai chữ phiên thiết, chữ thứ nhất có phụ âm đầu là b, ph, v, chữ thứ hai có vần uy, uyên thì bỏ âm đệm u và chuyển y thành i:
非 = 夫威切 — Phu uy thiết = Phi (TN, TH)
圓 = 王權切 — Vương quyền thiết = Viên (KH)
圓 = 于權切 — Vu quyền thiết = Viên (KH, THĐTĐ, TN, TH)
園 = 羽元切 — Vũ nguyên thiết = Viên (KH)

## Những điểm cần lưu ý khi phiên thiết
1. Phiên thiết của những người Trung Hoa dùng cho người Trung Hoa chứ không phải dùng cho người đọc ra âm Hán-Việt.
2. Trong cách đọc Hán-Việt, có những chữ không đọc theo phiên thiết mà đọc theo thói quen của người xưa. Ví dụ:
因 = 於真切 — Ư chân thiết = Ân (KH)
因 = 伊真切 — Y chân thiết = Ân (KH, THĐTĐ)
因 = 衣巾切 — Y cân thiết = Ân (TN, TH)
  - Chữ trên vẫn được các cụ đồ ngày xưa đọc là "Nhân".

一 = 於悉切 — Ư tất thiết = Ất (KH, THĐTĐ)
一 = 益悉切 — Ích tất thiết = Ất (KH, THĐTĐ)
一 = 衣悉切 — Y tất thiết = Ất (KH, THĐTĐ)
  - Chữ trên vẫn được các cụ đồ ngày xưa đọc là Nhất.

比 = 補委切 — Bổ uỷ thiết = Bỉ (KH)
比 = 筆旨切 — Bút chỉ thiết = Bỉ (TN, TH)
  - Chữ trên vẫn được các cụ đồ ngày xưa đọc là Tỉ.

扇 = 式戰切 — Thức chiến thiết = Thiến (KH, THĐTĐ)
扇 = 試堰切 — Thí yến thiết = Thiến (KH, THĐTĐ)
  - Chữ trên vẫn được các cụ đồ ngày xưa đọc là Phiến.

轟 = 呼宏切 — Hô hoành thiết = Hoanh (KH, THĐTĐ)
  - Chữ trên vẫn được các cụ đồ ngày xưa đọc là Oanh.

里 = 良已切 — Lương dĩ thiết = Lĩ (KH)
里 = 兩耳切 — Lưỡng nhĩ thiết = Lĩ (KH, THĐTĐ)
里 = 離矣切 — Li hĩ thiết = Lĩ (TN, TH)
  - Chữ trên vẫn được các cụ đồ ngày xưa đọc là Lí

陵 = 力膺切 — Lực ưng thiết = Lừng (KH)
  - Chữ trên vẫn được các cụ đồ ngày xưa đọc là Lăng.

昇 = 識蒸切 — Thức chưng thiết = Thưng (KH)
昇 = 書蒸切 — Thư chưng thiết = Thưng (KH, THĐTĐ)
昇 = 詩膺切 — Thi ưng thiết = Thưng (TN, TH)
  - Chữ trên vẫn được các cụ đồ ngày xưa đọc là Thăng.

勝 = 詩證切 — Thi chứng thiết = Thứng (KH, THĐTĐ)
  - Chữ trên vẫn được các cụ đồ ngày xưa đọc là Thắng.

矣 = 移里切 — Di lĩ thiết = Dĩ (TN, TH)
矣 = 羽已切 — Vũ dĩ thiết = Vĩ (KH, THĐTĐ)
  - Chữ trên vẫn được các cụ đồ ngày xưa đọc là là Hĩ.

並 = 部迥切 — Bộ huýnh thiết = Bịnh (KH)
  - Chữ trên vẫn được các cụ đồ ngày xưa đọc là Tịnh.

匹 = 品入聲 — Phẩm nhập thanh = Phấp (KH)
  - Chữ trên vẫn được các cụ đồ ngày xưa đọc là Thất.

譬 = 嚭去聲 — Phỉ khứ thanh = Phí (KH, THĐTĐ)
  - Chữ trên vẫn được các cụ đồ ngày xưa đọc là Thí.

瑟 = 所櫛切 — Sở tất thiết = Sất (KH, THĐTĐ)
  - Chữ trên vẫn được các cụ đồ ngày xưa đọc là Sắt.

今 = 居吟切 — Cư ngâm thiết = Câm (KH, THĐTĐ)
  - Chữ trên vẫn được các cụ đồ ngày xưa đọc là Kim.
3. Những tiếng có phụ âm đầu d, l, m, n, ng, nh, hay v thuộc thanh bình bậc trầm, nhưng khi đọc và viết thanh bình bậc phù (tức không dấu).
移 = 弋支切 — Dực chi thiết = Di (KH, THĐTĐ)
離 = 呂支切 — Lữ chi thiết = Li (KH, THĐTĐ)
磨 = 莫婆切 — Mạc bà thiết = Ma (KH, THĐTĐ)
那 = 諾阿切 — Nặc a thiết = Na (KH, THĐTĐ)
俄 = 五何切 — Ngũ hà thiết = Nga (KH, THĐTĐ)
疑 = 語其切 — Ngữ kì thiết = Nghi (KH, THĐTĐ)
瓤 = 汝陽切 — Nhữ dương thiết = Nhương (KH, THĐTĐ)
雩 = 羽俱切 — Vũ cu thiết = Vu (KH, THĐTĐ)

Vì thế nên những tiếng có phụ âm đầu d, m, ng, ngh, nh, v dù không dấu (tức thanh ngang) cũng thuộc thanh bình bậc trầm.

## Cách phiên thiết theo Lê Ngọc Trụ
Lê Ngọc Trụ có bài Lối đọc chữ Hán Tập san Đại học Văn Khoa (Sài Gòn) 1968, được đăng lại trong Từ điển Hán Việt. Hán ngữ cổ đại và hiện đại, Nhà xuất bản Trẻ Thành phố Hồ Chí Minh 1999 của Trần Văn Chánh. Lê Ngọc Trụ đưa ra bảng đối chiếu 4 thanh (bình, thượng, khứ, nhập) 2 bực (thượng, hạ) với 6 thanh Việt: ngang, sắc, huyền, hỏi, ngã, nặng:
Tứ thinh Hán Việt
Thượng bình (âm bình): ngang
Hạ bình (dương bình): huyền và những chữ không dấu bắt đầu bằng l, m, n, ng, nh, d, v như: lê, minh, nhi, dân, văn, v.v.
Thượng thượng: hỏi
Hạ thượng: ngã (và một số chữ ngoại lệ: nặng)
Thượng khứ: sắc
Hạ khứ: nặng
Thượng nhập (có c, ch, t, p cuối): sắc
Hạ nhập (có c, ch, t, p cuối): nặng
và công thức để áp dụng phiên thiết:
A = B + C thiết
A khởi đầu bằng phụ âm khởi đầu của B (nếu có), và lấy vần của C
B: bực1 thanh1, C: bực2 thanh2 -> A: bực 1 thanh 2
Lê Ngọc Trụ cho thí dụ:
"Tiên" 仙, KHTĐ chua "tương + nhiên" hoặc "tô + tiền", Từ Nguyên và Từ Hải chua "tức + nhiên"
"Tiền" 前, KHTĐ chua "tạc + nhiên" hoặc "tài + tiên", Từ Nguyên và Từ Hải chua "tề + nghiên"
"Tô + tiền thiết", tuy tiếng sau là "tiền" (dấu huyền, "hạ bình" thinh), nhưng tiếng trước là "tô" (không dấu, thuộc thanh "âm") nên kết quả phải là thanh "bình thinh", không dấu: "t + iên ngang": "tiên".
"Tài + tiên thiết", hoặc "tề + nghiên thiết", tiếng "tiên" và "nghiên", không dấu ở thanh "bình thinh", nhưng vì tiếng trước "tài" hoặc "tề" là tiếng có dấu huyền, thuộc "trọc âm", nên kết quả phải tìm ra "trọc bình thinh", dấu huyền: "t + iên huyền": "tiền".
Phương pháp Lê Ngọc Trụ dễ nhớ, nhưng phải chú ý trường hợp "hạ bình" và "hạ thượng".

## Viết tắt
- KHTĐ: Khang Hy Tự Điển
- THĐTĐ: Trung Hoa Đại Từ điển
- TN: Từ Nguyên
- TH: Từ Hải
- TVĐTĐ: Trung Văn Đại Từ điển